# Tennessee zászlaja

Tennessee zászlaja

Tennessee zászlaja az Amerikai Egyesült Államok egyik tagállamának jelképe.

## Története
A zászlót LeRoy Reeves, a Tennessee gyalogság katonája tervezte.
A zászlót Tennessee állam törvényhozó testülete 1905. április 17-én fogadta el hivatalosan.

## Leírása
Egy kék körbe foglalt három fehér csillagot ábrázol egy vörös mezőben. Oldalán kék sáv látható. A zászló a nemzeti színeket viseli, amelyek a tisztaságot (fehér), a magasztos célokat (kék) és Tennessee hírnevét (vörös) is szimbolizálják.
A három csillag az állam három nagy földrajzi területét, Kelet-, Közép- és Nyugat-Tennessee-t jelképezi, valamint arra a tényre utal, hogy Tennessee volt a 3. állam, amely az eredeti tizenhárom után csatlakozott az Unióhoz. 
A csillagokat magába foglaló kék kör a területek egységét szimbolizálja.
Az oldalt látható kék sáv kizárólag díszítő elem.

## Egyéb felhasználása
A zászló középső része, a csillagokat magába foglaló kör, több, tennessee-i székhelyű cég és sportcsapat emblémájában megjelenik, például a First Tennessee Bank-éban, vagy a Tennessee Titans amerikaifutball-csapatéban.